# Orquesta Filarmónica de Santiago
La Orquesta Filarmónica de Santiago es una Orquesta sinfónica chilena fundada el 3 de julio de 1955, denominada entonces Orquesta Filarmónica de Chile. Es actualmente uno de los tres cuerpos artísticos permanentes del Teatro Municipal de Santiago, junto con el Ballet de Arte Moderno y el Coro Municipal.
La Orquesta fue creada en 1955 con el objeto de crear una nueva orquesta, distinta de la Orquesta Sinfónica Nacional de Chile, y así permitir que jóvenes músicos puedan desarrollarse musicalmente. Sus primeros promotores fueron los maestros Juan Masteucci, Mario Valenzuela, Ramón Bignon, Eduardo Salgado y Enrique Artigas.
Su primer director fue el maestro Juan Mateucci. La orquesta ha tenido importantes directores titulares, entre los que sobresalen Juan Mateucci, Enrique Iniesta, Juan Carlos Zorzi, Enrique Ricci, Fernando Rosas, Juan Pablo Izquierdo, Roberto Abbado, Maximiano Valdés, Gabor Ötvös y Jan Latham-Koenig.
Para el período 2026-2028 su director titular es Paolo Bortolameolli y su director residente Pedro-Pablo Prudencio. Juan Pablo Izquierdo es su director emérito.

### Integrantes actuales[3]

#### Primeros violines
Richard Biaggini, Concertino
Alexander Abukhovich, Concertino
Tiffany Tieu, Ayte. de Concertino
Arcadia Aquiles
Pablo Leiva
Svetlana Tabachnikova
Julio Zapata
Viviana Angulo
Pablo Vidal
Byron López
Robert Ramos
Anaís Burgos

#### Segundos violines
Francisco Rojas, Solista
Mauricio Vega, Solista
Macarena Ferrer, Ayte. Solista
Marine Augustin-Lucile
Juan Canales
Omar Cuturrufo
Zdzislaw Czarnecki
Eduardo Roa
Roderick Labrador
Manuel Leiva

#### Violas
Evdokia Ivashova, Solista
Vilius Zaikin, Solista
Rodolfo Zapata, Ayte. Solista
Margarita Krivorotko
Leonardo Rojas
Sarah Scanlon
Oswaldo Guevara
Carlos Brito

#### Violonchelos
Katharina Paslawski, Solista
Olga Levkina, Solista
Carlos Herrera, Ayte. Solista
Cristián Peralta
Eduardo Franco

#### Contrabajos
María Teresa Molina, Solista
José Miguel Reyes, Solista
Pablo Fuentealba, Ayte. Solista
Bastián Borje
Javier Cordero

#### Flautas
Carlos Enguix, Solista
Eduardo Perea, Ayte. Solista
Gonzalo García
Beatrice Ovalle, Flautín

#### Oboes
Jorge Pinzón, Solista
Luis Ronald Barrios, Ayte. Solista
Claudia Fonseca
Tatiana Romero, Corno Inglés

#### Clarinetes
Jorge Levín, Solista
Hernán Madriaza, Clarinete bajo

#### Fagotes
Zilvinas Smalys, Solista
Monzerrat Miranda
Camila Benítez, contrafagot

#### Cornos
José Luis Guede, Solista
John Tyler Dodge, Ayte. Solista
Edward Brown
Eugenio Cáceres
Javier Mijares
Sebastián Lizana

#### Trompetas
Rodrigo Arenas, Ayte. Solista
Javier Contreras
Maciej Wollenski

#### Trombones
Mauricio Arellano, Solista
Matías Tapia, Ayte. Solista
Sebastián Torrejón
Isaac Sanabria, Trombón bajo

#### Tuba
Pablo Briones

#### Percusión
Yaraslau Isaev, Solista Timbal
Vania Calvil, Ayte. Solista
Mario Góngora
Diego Marabolí